# Sascha Reinelt
Sascha Reinelt (Sindelfingen, 3 de abril de 1973) é um ex-jogador de hóquei sobre a grama alemão que atuou pela seleção de seu país.

## Carreira

### Olimpíadas de 2004
Nas Olimpíadas de 2004, realizada em Atenas, Sascha Reinelt e seus companheiros de equipe levaram a seleção alemã à conquista da medalha de bronze. Após terminar em segundo lugar do grupo na primeira fase do torneio, a Alemanha enfrentou a seleção neerlandesa na semifinal, quando foi derrotada por 3 a 2. Na disputa do terceiro lugar, Sascha Reinelt ajudou seu time a ganhar de 4 a 3 da Espanha, ficando assim com o bronze.